# Cultura de Camerún

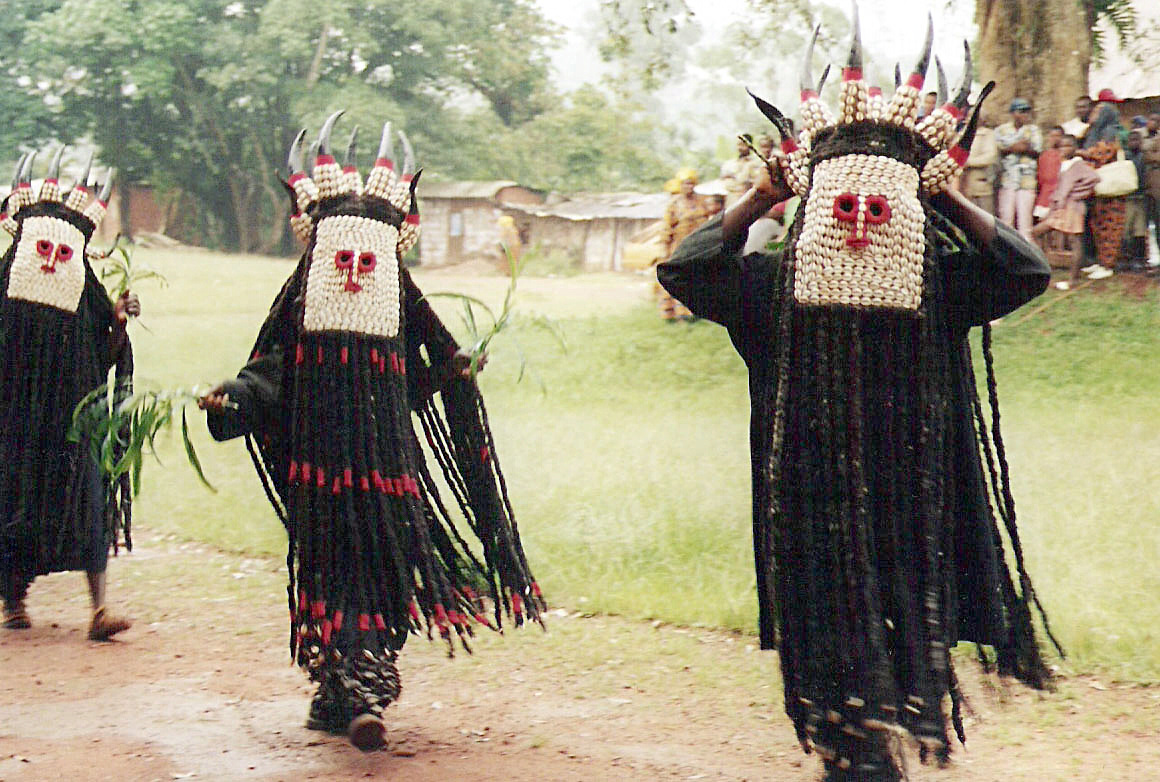
Bailarines Bamiléké.

La cultura de Camerún se caracteriza por una gran diversidad étnica y una importante influencia de las culturas anglófila y francesa, aportada por las potencias coloniales que se asentaron en la región, sobre las culturas de las tribus y etnias originarias de la zona. 
Aunque algunas diferencias culturales a nivel regional se desarrollaron durante
este un sentimiento de una identidad común nacional el cual es especialmente fuerte en instituciones de socialización tales como escuelas o durante partidos de fútbol internacionales, visitas de dignatarios extranjeros, y períodos de disputas internacionales. Ahmadou Ahidjo, un presidente
de Camerún, quien fue presidente desde la independencia hasta 1982, intentó promover la integración nacional mediante asignar a empleados públicos en zonas que se encontraban fuera de sus áreas de origen étnico. Su sucesor, Paul Biya, es un católico del pueblo Bulu (Beti) de la provincia del sur. En 1983 y 1984, una serie de conspiraciones e intentos de golpe de Estado iniciados por seguidores de Ahidjo condujeron al establecimiento de la ley marcial y al recrudecimiento de tensiones étnicas entre grupos de las provincias del norte contra las del sur. A partir de la legalización de un sistema multipartidario en 1992, los partidos políticos se han ido asociando cada vez en mayor  medida con grupos étnicos o regiones específicas.

## Gastronomía de Camerún
El plato nacional del Camerún es el ndolé, un estofado que consiste en hojas amargas, nueces y pescado o carne de cabra. Entre los cameruneses existen las brochetas , sangah y ndoleh (un estofado especiado de verduras marisco, carne de cerdo y el cacahuate que es una fruta muy cosechada)

## Música

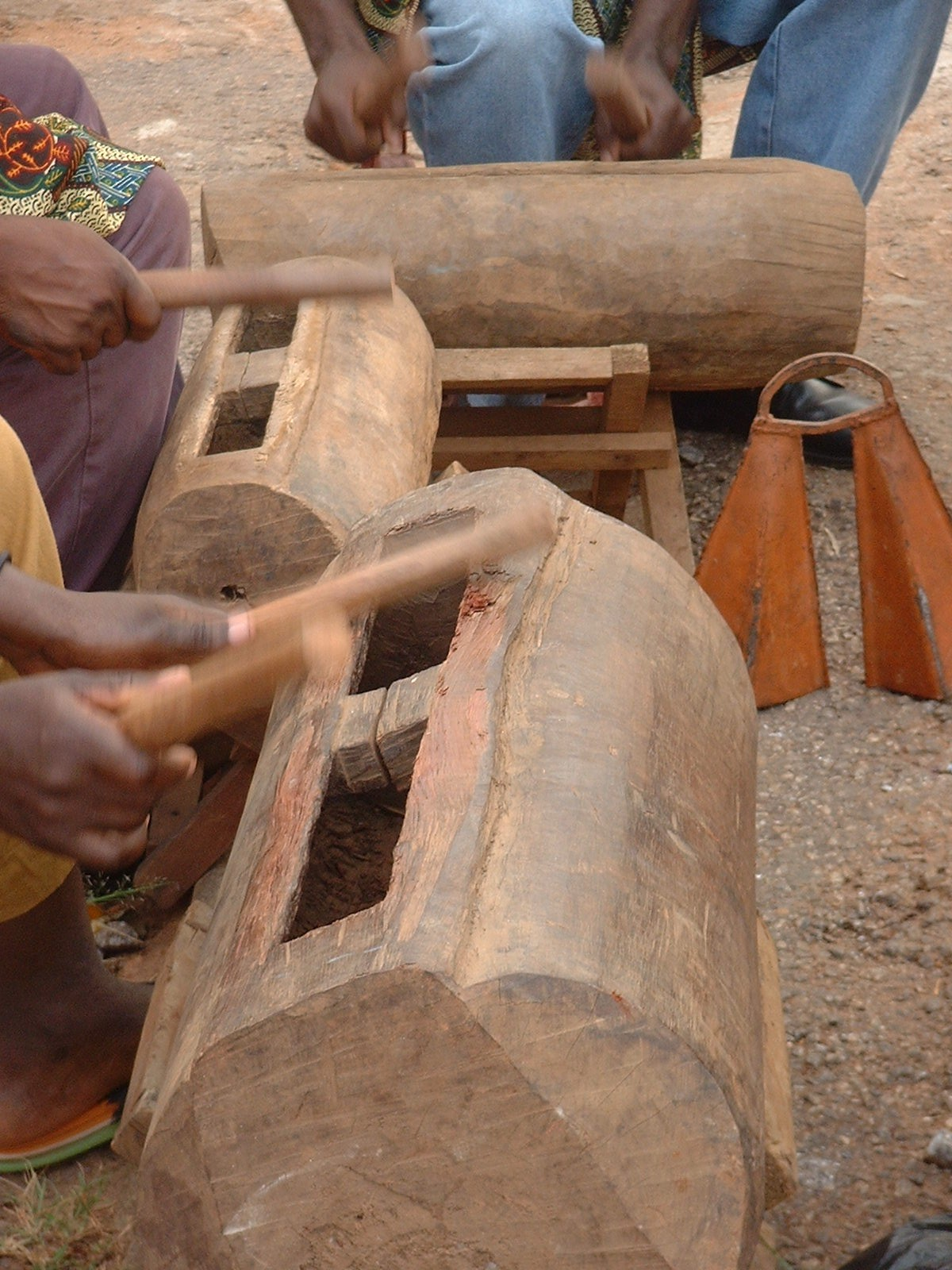
Ejecutantes de instrumentos de percusión en Bamileke, provincia occidental de Camerún.

La música y la danza son partes integrales de la cultura de Camerún. Casi todos los festejos y eventos son acompañados con música. Los temas por lo general son producto de tradiciones orales, acompañados con golpear de manos o de los pies en el suelo. En los temas tradicionales por lo general hay un coro que da soporte a un cantante solista o voz principal, acompañados por instrumentos tradicionales tales como campanas, tambores, tambores parlantes, flautas, cuernos, maracas, rascadores, silbatos, xilofones e instrumentos de cuerda.

## Literatura de Camerún
La literatura de Camerún es en su mayor parte una literatura escrita en francés en la que se destacan  figuras locales civiles tales como Evelyne Sono-Epoh, Calixthe Beyala, Théodora Miano, Patrice Ndedi-Penda, Vincent Sosthène Fouda Essomba, Prince Dicka Akwa Nya Bona-Mbella, Valère Epee, Mongo Beti y también figuras dedicadas a la política tales como Jacques Bonjawo, Gaston Kelman, Ebénézer Njoh-Mouellé y Ferdinand Oyono.
También existe una emergente literatura escrita en español. En poesía, algunos de los autores más destacados de entre los que eligen el español como lengua de expresión literaria son Mbol Nang, Germain Metamno, Céline Cléménce Magnéché Ndé, Michel Feugain, Romuald-Achille Mahop Ma Mahop y Guy Merlin Nana Tadoun, este último también novelista. Otros autores dedicados a la novela y al cuento son Inongo vi Makomè y Robert-Marie Johlio.

## Lenguas de Camerún
Además del inglés y el francés, en Camerún se hablan 230 lenguas. Estas incluyen 55 lenguas afroasiáticas, dos Lenguas nilo-saharianas
y 173 lenguas Niger-Congo. Sin embargo, el idioma más extendido por todo el país es el camfranglais, lengua criolla que mezcla elementos del inglés, el francés e idiomas locales.